# Cantone di Vatan
Il Cantone di Vatan era una divisione amministrativa dell'arrondissement di Issoudun.
A seguito della riforma approvata con decreto del 18 febbraio 2014, che ha avuto attuazione dopo le elezioni dipartimentali del 2015, è stato soppresso.

## Composizione
Comprendeva i comuni di:
- Aize
- Buxeuil
- La Chapelle-Saint-Laurian
- Fontenay
- Giroux
- Guilly
- Liniez
- Luçay-le-Libre
- Ménétréols-sous-Vatan
- Meunet-sur-Vatan
- Reboursin
- Saint-Florentin
- Saint-Pierre-de-Jards
- Vatan